# Johannes Bernhardt
Johannes Eberhard Franz Bernhardt (Osterode, 1 de enero de 1897-Múnich, 13 de febrero de 1980) fue un empresario hispano-alemán y destacado activista nazi. Tuvo un papel relevante durante la Guerra civil española, llegando a alcanzar el rango de general de las SS, de forma honorífica.
Comerciante de profesión, se instaló en el Marruecos español y tras el estallido de la Guerra civil española desempeñó un importante papel en el envío de armas y suministros alemanes a las fuerzas sublevadas. Fue uno de los artífices de la ayuda militar y económica alemana a la España de Franco. Durante la contienda también organizó un pequeño imperio empresarial que puso al servicio del Tercer Reich. Más adelante, durante la Segunda Guerra Mundial, dirigió el conglomerado de empresas Sofindus.

## Biografía

### Juventud y primeros años
Nació el 1 de enero de 1897 en Osterode (entonces Prusia Oriental). Su padre, comerciante, falleció cuando Bernhardt tenía pocos años. Realizó sus estudios en Ratibor, donde se había trasladado su familia, entre 1906 y 1914. Tras el estallido de la Primera Guerra Mundial fue reclutado y luchó en el Frente oriental. Llegaría a ser condecorado por su valentía, recibiendo la Cruz de Hierro en reconocimiento por sus acciones. Tras la contienda se convirtió en un próspero hombre de negocios en Hamburgo, donde poseyó una compañía naviera. Sin embargo, se vio gravemente afectado por el Crack de 1929, por lo que emigró y se instaló en el Marruecos español, donde se dedicó al negocio de la exportación. En abril de 1933 (poco después de producirse la toma del poder por los nazis) Bernhardt se afilió al Partido Nazi, integrándose en la NSDAP/AO.
En el Marruecos español Bernhardt era representante en Tetuán de la H. & O. Wilmer, una compañía que comerciaba productos manufacturados alemanes. Debido a su labor comercial fue una persona conocida en los círculos de la guarnición colonial, llegando a mantener buenas relaciones con algunos oficiales españoles.

### Entre dos guerras
Tras el comienzo de la Guerra civil española se convirtió en un estrecho colaborador de las fuerzas sublevadas. Pocos días después del estallido del conflicto, el 24 de julio de 1936, salió en avión para Berlín junto al capitán español Francisco Arranz Monasterio y el jefe local nazi Adolf P. Langenheim. Al día siguiente Langenheim y Bernhardt mantuvieron un encuentro con Adolf Hitler en Bayreuth, durante el cual se tomó la decisión de apoyar al bando sublevado. Este constituyó el primer paso para la intervención alemana en la guerra española. Al parecer, Bernhardt habría indicado a Hitler que «el judaísmo mundial y la masonería habían decidido hacer de España una república soviética». En el camino de regreso a España se detuvo en la capital portuguesa, donde también alcanzaría un acuerdo con el dictador portugués Oliveira Salazar para que los materiales de guerra y combustible alemanes pasaran a la zona sublevada a través del puerto de Lisboa, evitando así el bloqueo de la armada republicana.
Durante la guerra civil Bernhardt construyó un imperio económico. Tras regresar a España sería uno de los fundadores de la Sociedad Hispano-Marroquí de Transportes (HISMA), una empresa «fantasma» encargada del comercio y suministro de material bélico alemán a las fuerzas sublevadas. La empresa HISMA, que disfrutó de una situación de monopolio en el intercambio comercial hispano-alemán, permitió a los nazis asegurar su nueva influencia económica en la España franquista. HISMA quedaría posteriormente englobada dentro del conglomerado «Sofindus», que durante la Segunda Guerra Mundial siguió teniendo una gran actividad. El propio Bernhardt fue el artífice de la creación de Sofindus, en noviembre de 1938, que llegó a contar con delegaciones en ocho ciudades españoles y una plantilla de 260 empleados. Tenía, además, numerosas filiales —transportes, minería, maquinaria, cueros, vino o frutas— y desarrollaba sus actividades en diversos ámbitos. En una ocasión Bernhardt intervino en la adquisición de un cargamento médico de penicilina que los Aliados habían enviado a España, y lo desvió a Alemania. Las operaciones de Sofindus también proporcionaron una cobertura para las actividades de los agentes del Sicherheitsdienst (SD), lo que le llevaría a recibir el rango honorífico de SS-Oberführer.
Debido a sus actividades económicas se acabaría convirtiendo en uno de los principales agentes nazis en España. Ello le llevó a tener un rol que iba más allá de lo meramente económico. Por ejemplo, en mayo de 1942 dispuso que el general Juan Vigón, ministro del Aire y de tendencias monárquicas, fuera invitado a Berlín para tratarse con él la cuestión de la restauración monárquica en España. En otra ocasión se entrevistó con el ministro Vigón en vistas a la posible compra de armamento a Alemania. Sin embargo, su concepción de la política exterior alemana en España le llevaría a enfrentarse personalmente con el embajador Eberhard von Stohrer.

### Etapa posterior
Bernhardt mantuvo unas estrechas relaciones con Francisco Franco, quien le hizo un regalo personal de 1,4 millones de pesetas una vez acabó la guerra civil. Tras el final de la guerra mundial el dictador español le protegió frente a las presiones de los Aliados e incluso le acabaría concediendo la nacionalidad española, en 1946. Bernhardt sería uno de los 104 agentes nazis reclamados por el Consejo de Control Aliado a la España franquista, en 1947, si bien no fue deportado. Durante los años de posguerra Bernhardt residió en Denia, pasando inadvertido. En 1947, fundó la productora Sagitario Films, a fin de blanquear los millones de pesetas acumulados por sus actividades e inmovilizados en España. En 1953 se trasladó hacia Sudamérica, instalándose en Argentina, donde siguió manteniendo diversos negocios.
Falleció en Múnich en 1980.